# 金黄枯叶蛾属
金黄枯叶蛾属为枯叶蛾科的一个單型屬，僅有金黄枯叶蛾（Crinocraspeda torrida）一個物種，分布於印度中部至北部、不丹、中國南部（四川、雲南、貴州、湖南、廣東、上海）、泰國北部、寮國，以及越南北部。